# リチャード・ラグラヴェネーズ
リチャード・ラグラヴェネーズ（Richard LaGravenese, 1959年10月30日 - ）は、アメリカ合衆国の映画監督・脚本家。

## 略歴
ニューヨーク市ブルックリン出身。
ニューヨーク大学で学んだ。1991年にテリー・ギリアムの『フィッシャー・キング』の脚本を手がけ、アカデミー脚本賞にノミネートされた。以降、脚本家として活躍していたが、1998年の『マンハッタンで抱きしめて』で監督としてデビュー。2007年に実話を基にしたドラマ『フリーダム・ライターズ』で高い評価を得た。

## 監督作品
- マンハッタンで抱きしめて Living Out Loud (1998) 兼脚本
- アメリカン・ニューシネマ 反逆と再生のハリウッド史 A Decade Under the Influence (2003) -テッド・デミとの共同監督
- フリーダム・ライターズ Freedom Writers (2007) 兼脚本
- P.S. アイラヴユー P.S. I Love You (2007) 兼脚本
- ラスト5イヤーズ The Last 5 Years (2007) 兼脚本
- ビューティフル・クリーチャーズ 光と闇に選ばれし者 Beautiful Creatures (2013) 兼脚本

## 脚本
- Rude Awakening (1989)
- フィッシャー・キング The Fisher King (1991)
- サイレントナイト/こんな人質もうこりごり The Ref (1994)
- リトル・プリンセス A Little Princess (1995)
- マディソン郡の橋 The Bridges of Madison County (1995)
- Unstrung Heroes (1995)
- マンハッタン・ラプソディ The Mirror Has Two Faces (1996)
- モンタナの風に抱かれて The Horse Whisperer (1998)
- Beloved (1998)
- パリ、ジュテーム Paris, je t'aime (2006)
- Conviction (2010)
- 恋人たちのパレード Water for Elephants (2011)
- 恋するリベラーチェ Behind the Candelabra (2013)
- 不屈の男 アンブロークン Unbroken (2014)